# Piotr Jan Podbipięta
Piotr Jan Podbipięta (Połupięta) herbu Zerwikaptur (zm. 16 grudnia 1670 roku) – wojski mścisławski w latach 1662-1670, sędzia grodzki mścisławski w latach 1653-1665.
Poseł sejmiku mścisławskiego na sejm nadzwyczajny 1654 roku, sejm 1655 roku.